# Back to Times of Splendor
Back to Times of Splendor ist das Debütalbum der deutschen Progressive-Metal-Band Disillusion. Es erschien im Jahr 2004 bei Metal Blade Records.

## Entstehung und Veröffentlichung
Nachdem die selbstproduzierte EP Three Neuron Kings und die über das kleine Label Voice of Life veröffentlichte Single The Porter im Underground großen Anklang gefunden hatten, erhielten Disillusion einen Vertrag bei Metal Blade. Das Debüt Back to Times of Splendor wurde über mehrere Monate im Jahr 2003 hauptsächlich in Leipzig aufgenommen. Als Gastmusiker waren Thomas Bremer von Dark Suns (Klavier), Matthias Schifter (Bass), Denise Schneider (Gesang), Stefan Launicke (Klavier, Streicher) und Alex Tscholakov (Perkussion) beteiligt. Tscholakov war auch Tontechniker bei den Aufnahmen, das Mastering übernahm Alexander Krull von Atrocity.

## Titelliste
1. …And the Mirror Cracked – 8:27
2. Fall – 4:54
3. Alone I Stand in Fires – 6:53
4. Back to Times of Splendor – 14:39
5. A Day by the Lake – 4:54
6. The Sleep of Restless Hours – 17:03

## Stil
Back to Times of Splendor ist ein Konzeptalbum über unerfüllte Liebe. Es wird oft dem Progressive Metal zugerechnet, verwendet aber auch viele Stilelemente aus Thrash Metal und Melodic Death Metal. Die Stücke sind abwechslungsreich und komplex strukturiert. Es gibt harte und virtuose Riffs, atmosphärische und akustische Passagen, elektronische Klänge und orchestrale Arrangements. Neben eingängigen Refrains mit klarem Gesang wird oft guttural gesungen. In der Presse wurden Vergleiche z. B. zu Opeth, Soilwork, Dark Tranquillity, Nevermore und Pain of Salvation gezogen.

## Rezeption
Das Album wurde von der Presse positiv aufgenommen. John Serba von Allmusic lobt die „beeindruckenden“ technischen Fähigkeiten der Musiker und die überraschenden Wendungen der Kompositionen. Patrick Schmidt vom Rock Hard spricht von „Höchstspannung auf allerhöchstem Niveau“. Thorsten Gürntke von den Babyblauen Seiten findet es „[g]anz schön anstrengend, was da so geht, und ehrlich gesagt geht mir der Knüppelanteil manchmal ziemlich auf den Keks. Bleibt unterm Strich eine recht gute Mischung aus Thrash-Metal und Prog-Metal.“ Gunnar Claußen hält die Kompositionen für „einfallsreich“ und resümiert, „dass die Mischung ‘vertracktes Riffing, orchestraler Breitwand-Bombast, ab und an relaxter Rock’ sehr gut funktioniert und, zum […] Konzept zusammengefügt, auch den wesentlichen Teil des Fortschritts ausmacht, den Disillusion mit diesem Album dem Genre gebracht haben.“ Das eclipsed-Magazin nahm Back to Times of Splendor in die Liste der 50 Progmetal-Meilensteine auf.